# Ariake Arena
L'Ariake Arena (有明アリーナ?, Ariake arīna) è un impianto sportivo polivalente indoor situato a Tokyo, nel distretto Ariake del quartiere Kōtō, e costruito in occasione dei Giochi della XXXII Olimpiade.

## Storia
Nel gennaio 2016 il governo di Tokyo ha affidato la costruzione dell'impianto ad una joint venture formata da Takenaka Corporation, Toko Electrical Construction, Asahi Kogyosha e Takasago Thermal Engineering. I lavori di costruzione dell'edificio, dal costo stimato di 37 miliardi di yen, sono iniziati nel febbraio 2017. I lavori sono terminati il 9 dicembre 2019 e il 21 dicembre la struttura è stata presentata alla stampa. Il 2 febbraio 2020 l'impianto è stato ufficialmente inaugurato.
Dopo uno slittamento di un anno a causa della pandemia di COVID-19, tra il 24 luglio e l'8 agosto 2021 l'impianto ha ospitato le gare di pallavolo dei Giochi della XXXII Olimpiade. Dal 26 agosto al 5 settembre hanno invece avuto luogo le gare di pallacanestro in carrozzina dei XVI Giochi paralimpici estivi.

## Caratteristiche
La struttura è alta circa 40 metri e ha una superficie complessiva di 47 200 m². Oltre all'arena principale per le partite, l'impianto contiene anche una palestra di dimensioni più piccole con pavimento in legno. La struttura è in grado di ospitare fino a 15 000 spettatori, inclusi 3 000 posti temporanei per i giochi olimpici.